# Encarsia accenta
Encarsia accenta är en stekelart som beskrevs av Schmidt och Naumann 2001. Encarsia accenta ingår i släktet Encarsia och familjen växtlussteklar. Inga underarter finns listade i Catalogue of Life.